# Исаев, Анатолий Константинович
Анатолий Константинович Исаев (14 июля 1932, Москва, РСФСР, СССР — 10 июля 2016, Москва, Российская Федерация) — советский футболист, тренер. Мастер спорта СССР (1955). Заслуженный мастер спорта СССР (1957), Заслуженный тренер РСФСР (1971). Чемпион летних Олимпийских игр в Мельбурне (1956).

## Биография
Родился в московском районе Замоскворечье. Отец — Константин Степанович (1903—1981) работал слесарем-сборщиком на ЗИСе, мать — Надежда Константиновна (1909—1993) работала там же, по той же специальности.
Выступал за команды «Салют» (команда завода «Красный пролетарий») (1949—1951), ВВС Москва (1952), МВО Москва (1953), «Спартак» Москва (1953—1962), «Шинник» Ярославль (1963—1964). В составе «Спартака» провёл 10 сезонов, в которых он сыграл 159 игр и забил 54 мяча, выиграл четыре Чемпионата (1953, 1956, 1958 и 1962) и Кубок СССР (1958). Кроме того, был чемпионом I-й летней Спартакиады народов СССР (1956) и чемпион III Международных дружеских спортивных игр молодёжи (1957).
За сборную СССР провёл 16 матчей, забил 6 голов. Участник отборочных матчей к Чемпионату мира-1958 и Кубку Европы-1960. Чемпион Олимпийских игр в Мельбурне (1956), провёл 3 матча, забил 4 гола. В финальном матче против Югославии удар Исаева оказался решающим. Мяч после его выстрела точно подправил Анатолий Ильин, забив единственный мяч в игре. Сам Анатолий Константинович считал себя автором золотого гола Олимпиады-56.
На тренерской работе с 1965 года: футбольная школа московского «Спартака» (1965—1967, 1973, 1975—1976), московский «Спартак» (1967—1972, 1977), ереванский «Арарат» (1974), ивановский «Текстильщик» (1980—1984, 1987—1988), волгоградский «Ротор» (1985—1987, 1992—1994), тюменский «Геолог» (1989—1991, 1996—1997).
Член КПСС с 1972 года. Похоронен в Москве на Ваганьковском кладбище, участок 13.

## Достижения
- Чемпион СССР (4): 1953, 1956, 1958, 1962
- Обладатель Кубка СССР: 1958
- Чемпион Олимпийских игр 1956

## Награды и звания
Награждён орденами «За заслуги перед Отечеством» IV степени, Дружбы (1997), Почёта (2003).